# Johannes Heinrichsbauer
Johannes Heinrichsbauer (* 19. August 1888 in Borbeck, heute Essen; † 29. August 1956 in Mülheim an der Ruhr) war ein katholischer Pfarrer und Gegner des NS-Regimes.

## Leben
Johannes Heinrichsbauer wuchs als Sohn eines Bergmanns und ältestes von insgesamt zehn Kindern in Borbeck auf. Nach dem Studium der Theologie in Bonn wurde er 1912 zum Priester geweiht. Nach der Primiz in seiner Borbecker Heimatpfarre St. Dionysius war er zunächst als Kaplan in der Kirchengemeinde St. Josef in Aachen tätig (1912–18), anschließend in der Gemeinde St. Rochus in Düsseldorf (1918–28). Von 1928 bis 1932 bekleidete er das Amt des Diözesanpräses der katholischen Frauenjugend. 1932 übernahm Heinrichsbauer als Pfarrer die Mülheimer Altstadtgemeinde St. Mariae Geburt und wurde 1952 zum Dechanten der Mülheimer Gemeinden ernannt.
Heinrichsbauer galt als Kritiker des NS-Regimes und Freund des evangelischen Pfarrers und Regimekritikers Ernst Barnstein. Über konfessionelle Grenzen hinaus stand er Verfolgten zur Seite und leistete Widerstand im Alltag, wie etwa durch das Nicht-Hissen der Hakenkreuzflagge am Reichsgründungstag 1939. Nach 1945 war er im Entnazifizierungsverfahren ein wichtiger Leumund und setzte sich in Einzelfällen auch für ehemalige Nationalsozialisten ein.
Er war Mitglied der katholischen Studentenverbindungen KDStV Rheno-Franconia München, KDStV Staufia Bonn, KDStV Asgard Köln und AV Cheruscia Münster im CV.

## Weitere Quellen
- Stadtarchiv Mülheim an der Ruhr, Bestand 1550 Nr. 189
- Stadtarchiv Mülheim an der Ruhr, Bestand 1440